# 浏阳日报
《浏阳日报》，是中华人民共和国湖南省的一家报刊，直属于中国共产党浏阳市委员会，该报也是中共浏阳市委的机关报，并与浏阳电视台等组成了浏阳市融媒体中心。

## 历史沿革
《浏阳日报》肇始于1956年4月由中共浏阳县委创办的《浏阳报》，在创刊之初，报纸为周三或周四刊，并与县广播站开展通联工作；1958年后，该报社改为周六刊。到1961年停刊前，该报共发行529.92万份。
1987年，中共浏阳县委决定恢复《浏阳报》建制，1988年1月，正式复刊，并于1996年1月更名为《浏阳日报》:650，同时改为周四报:32。2001年9月，《浏阳日报》开始出版发行四开八版的彩色报纸，当时，该报已经成为湖南省内出版最多、广告收入最高的县报，其广告收入亦达到了部分地市报纸的收入水平。
2003年7月15日，中共中央办公厅及国务院办公厅发布关于报刊治理整顿的决定，湖南省不少县报受此影响而停办，而《浏阳日报》则成为湖南省唯一保留下来的县报，并被《长沙晚报》有偿兼并，成为后者的子公司，其业务延续至今。

## 内容
作为中共浏阳市委的机关报，《浏阳日报》是中共浏阳市委、浏阳市人民政府向外界表達其觀點與角度的重要工具。主要刊登中共浏阳市委及浏阳市政府工作、浏阳市内經濟及文化建設經驗等相關的新聞報導，本地新闻占比较大。